# Dvorak-Tastaturbelegung

Dvorak-Tastaturbelegung

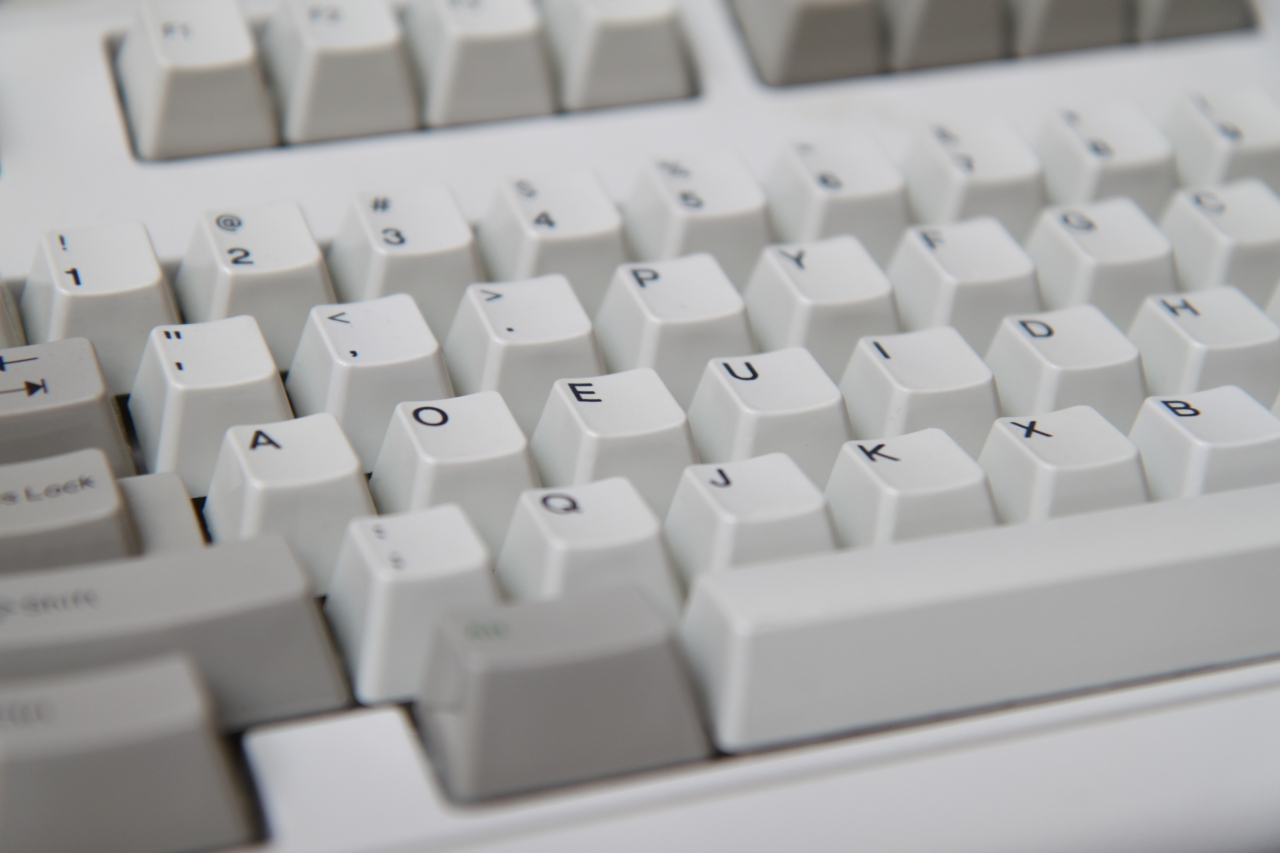
Ein zu einem Dvorak-Layout umgestecktes IBM Model M Keyboard, leicht durchführbar durch die abnehmbaren Tastenkappen.

Variante „Dvorak Typ II deutsch“ (Farben markieren Fingerbereiche des Zehnfingersystems)

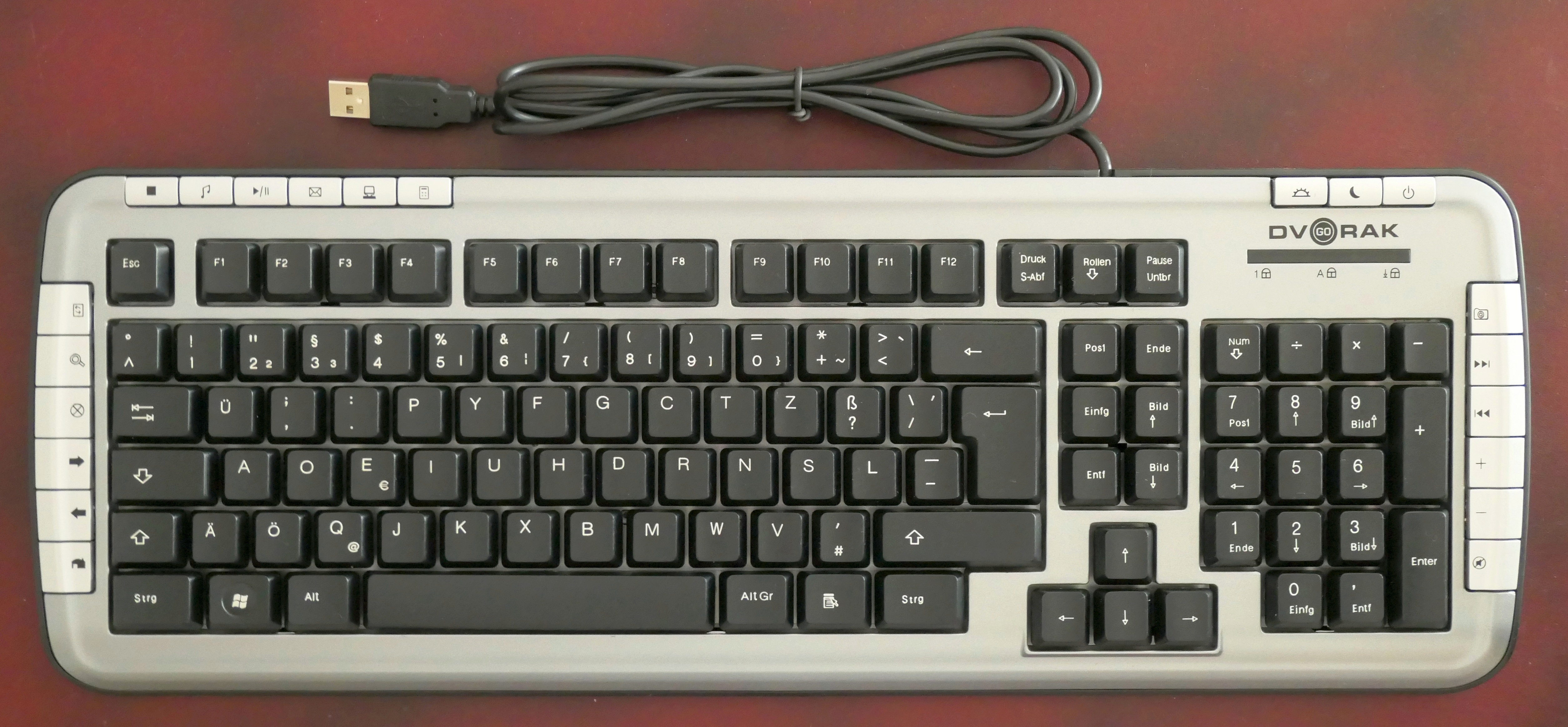
Eine 2010–2018 kommerziell angebotene Tastatur „Dvorak Typ II deutsch“

Die Dvorak-Tastaturbelegung, auch Dvorak Simplified Keyboard (DSK) oder American Simplified Keyboard ([US-]Amerikanische Vereinfachte Tastatur) genannt, ist eine ergonomische Tastaturbelegung, die von August Dvorak in den 1930er Jahren als Alternative zur US-amerikanischen QWERTY-Tastaturbelegung entwickelt wurde.

## Entstehung
Die 1932 von einer Kommission unter August Dvorak und William Dealey entwickelte Dvorak-Tastaturbelegung hatte die Vorgabe, möglichst einfach erlernbar und schnell anwendbar zu sein. Dem Entwurf der Tastaturbelegung gingen dabei Untersuchungen der Buchstabenhäufigkeit und der Physiologie der Hände voraus.
Diese ergonomische Tastaturbelegung wurde auf Grundlage der folgenden Prinzipien entworfen:
- Auf einer mechanischen Tastatur ist es leichter, Buchstaben zu tippen, wenn dabei die Hände abwechseln.
- Die häufigsten Buchstaben und Buchstabenkombinationen sollten sich dort befinden, wo die Finger aufliegen.
- Die selteneren Buchstaben sollten auf der unteren (der am schlechtesten zu erreichenden) Reihe liegen.
- Die rechte Hand sollte, da die meisten Menschen Rechtshänder sind, mehr Tipparbeit verrichten.
- Digraphe sollten nicht mit benachbarten Fingern geschrieben werden.
- Die günstigste Fingerbewegung ist von außen nach innen.

Die Dvorak-Tastaturbelegung konnte sich aber nie durchsetzen, da nur ein Teil der Anwender bereit ist umzulernen, die Industrie die QWERTY-Belegungsvarianten als Standard berücksichtigt und Textverarbeitungslehrer primär auf diesen ausbilden. Der Techniksoziologe Paul David macht dafür die Pfadabhängigkeit verantwortlich: Eine einmal etablierte Technologie wie die QWERTY-Belegung wird von vielen Komponenten wie industrielle Infrastruktur, Berufe, Konsumenten, Produzenten, Märkte etc. wechselseitig unterstützt. So werden technische Alternativen wie die Dvorak-Tastatur umso stärker blockiert, je weiter der Technikpfad beschritten ist.

## Besonderheiten
Die Tastaturbelegung benutzt eine andere Tastenanordnung, um weniger Ermüdung und schnelleres Schreiben zu ermöglichen. So befinden sich (für englische Tipper) 70 % der Anschläge auf der mittleren Buchstabenreihe, die Grundreihe genannt wird. Bei der QWERTY-Tastaturbelegung sind dies nur 32 %. Zudem liegen 22 % statt 52 % der Anschläge auf der oberen Reihe und nur 8 % statt 16 % auf der schlecht erreichbaren unteren Reihe. Auch dadurch, dass sich beide Hände möglichst abwechseln, wird die Schreibgeschwindigkeit erhöht. Und schließlich werden starke Finger mit Dvorak mehr verwendet als mit der QWERTY-Belegung, welche zum Beispiel den schwächsten Finger (linker kleiner Finger) fast so oft verwendet wie den zweitstärksten (rechter Mittelfinger).
Laut Dvorak-Benutzern wandern die Finger eines QWERTY-Tippenden an einem gewöhnlichen Arbeitstag ungefähr 30 km, mit Dvorak wären es nur 1,8 km. Auch mache man doppelt so viele Fehler auf QWERTY-Tastaturen wie auf Dvorak, einfacher zu lernen sei dieses System überdies: Um 40 Wörter pro Minute zu erreichen, brauche man durchschnittlich 56 Stunden Lernzeit, aber nur 18 Stunden mit Dvorak. Für Leute, die das Schreiben mit zehn Fingern lernen wollen, aber schon lange mit ihrem eigenen System schreiben, bietet sich auch gleich der Umstieg der Tastaturbelegung an, da so die schlechten Angewohnheiten kaum übertragen werden.

## Kritik
Es gibt jedoch auch Zweifel an den Vorteilen des Dvorak-Systems. Einige Studien (1952 von der Australischen Postbehörde, 1973 von Western Electric, 1978 von der Oregon State University) zeigten nur sehr geringe oder gar keine Geschwindigkeitsverbesserungen. Zu den Behauptungen, die Dvorak-Tastatur sei auch unter ergonomisch-medizinischen Gesichtspunkten besser und verhindere z. B. RSI-Syndrom oder Sehnenscheidenentzündung sowie Langzeitschädigungen, gibt es keine gesicherten Daten. Das nicht einheitliche Auftreten dieser Krankheitsbilder legt die Vermutung nahe, dass andere Faktoren als die Tastaturbelegung bedeutsamer sind.
Eine Studie der US-Navy von 1944, die große Vorteile von Dvorak zeigt, wurde von den Ökonomen S. J. Liebowitz und Stephen E. Margolis in einem 1990 veröffentlichten Aufsatz kritisiert, zumal sie unter der Leitung von August Dvorak selbst durchgeführt wurde. Andererseits wurde dieser Aufsatz von Dvorak-Schreibern wiederholt als fehlerhaft und voreingenommen angegriffen.

## Deutschsprachige Variante
Zur Umsetzung der deutschen Rechtschreibung ist die Hinzufügung der Umlaute Ää/Öö/Üü und des ß erforderlich, sodass einige Tastenzuordnungen der Original-Belegung weichen müssen und sich die Frage stellt, inwieweit die resultierende Belegung weiterhin eine Dvorak-Belegung genannt werden kann.
Von 2010 bis Februar 2018 wurde eine Tastatur „Dvorak Typ II deutsch“ kommerziell angeboten, bei der auch einige andere Buchstaben gegenüber der Originalbelegung vertauscht sind.
Da die Dvorak-Belegung auf englische Spracheigenheiten ausgelegt ist, ist nicht davon auszugehen, dass eine solche Variante alle oben unter „Entstehung“ genannten Ziele auch für deutschsprachige Anwender optimal berücksichtigt.

## Heutige Anwendbarkeit
Dank der PC-Technik ist es heute sehr einfach, Dvorak zu benutzen. Beinahe jedes Betriebssystem kann die Tastaturbelegung umschalten. Bei allen Versionen von Windows, macOS, Linux, den meisten Unix-Derivaten und einigen Versionen von DOS wird Dvorak standardmäßig unterstützt (siehe Links). Darüber hinaus gibt es für DOS spezielle erweiterte Tastaturtreiber mit Unterstützung für diverse Dvorak-Varianten von Drittanbietern. Durch dieses Umschalten ist es möglich, mehrere Tastaturbelegungen zu verwenden und zum Beispiel Nicht-Dvorak-Nutzer am PC nicht zu beeinträchtigen. Dank der USB-Anschlusstechnik ist es leicht möglich, mehr als eine Tastatur an einen Rechner anzuschließen, somit kann eine herkömmliche Tastatur zusätzlich verbleiben.
Bei den meisten heutigen Tastaturen kann man die Tastenkappen zum Reinigen entfernen. Dadurch können diese in eine Dvorak-Tastatur umgebaut werden. Bei anderen Tastaturen haben die Tastenkappen der verschiedenen Reihen aber teilweise leicht unterschiedliche Formen.

### Allgemein
- Tippen Lernen kostenlos mit Typing Study (Dvorak, Qwerty,..)
- DVZine.org In Form eines Comics wird die Entstehungsgeschichte erzählt und Starthilfe gegeben. (englisch)

### Kritik
- Der Artikel von S. J. Liebowitz und Stephen E. Margolis
- Artikel aus der Zeit über die Zweifelhaftigkeit der oft zitierten Navy-Studie von 1944 bei Zeit online

### Tastaturtreiber
- Deutsche Tastaturbelegung Dvorak Typ II (Windows)
- Deutsche Tastaturbelegung Dvorak Typ II (X11)
- Deutsche Tastaturbelegung für XFree mit einigen zusätzlichen Vereinfachungen
- Deutsche Tastaturbelegung Dvorak Typ II (Mac OS X)
- Tastaturbelegung für Programmierer mit optimierter Position häufig genutzter Zeichen wie $&[{}(=*)+!#
- Schweizerdeutsche Dvorak-Tastatur basierend auf Typ II